# ولوبی (عشاق)
ولوبی (به ترکی استانبولی: Ulubey) یک منطقهٔ مسکونی در ترکیه است که در استان عشاق واقع شده‌است. ولوبی ۷۳۷ متر بالاتر از سطح دریا واقع شده‌است.